# Eugenia modesta
Eugenia modesta är en myrtenväxtart som beskrevs av Dc.. Eugenia modesta ingår i släktet Eugenia och familjen myrtenväxter. Inga underarter finns listade i Catalogue of Life.